# 刀疤
刀疤（英語：Scar），在華特迪士尼動畫工作室製作的第32部動畫長片《獅子王》中登场，是該片中的反派角色。該角色由傑瑞米·艾恩斯配音，歌曲唱段則由艾恩斯和Jim Cummings所共同提供，後者是在艾恩斯歌唱聲音受損後被僱用以替代前者的。隨後，刀疤在《狮子王2：辛巴的荣耀》及《狮子王3：Hakuna Matata》中只出現了少許鏡頭，並完全由Jim Cummings配音。百老匯劇院的音樂劇改編中的刀疤則由John Vickery所扮演。
刀疤與木法沙毛色不相同，為深色鬃毛。